# Лез
Лез (фр. Lèze) је река у Француској. Дуга је 70 km. Улива се у Арјеж. 